# 富健花園
富健花園（英語：Glorious Garden），是香港一個私人參建居屋，位於新界屯門區西南部散石灣填海地龍門路45號，鄰近龍門居，屬於居者有其屋計劃（居屋）的一部份。
屋苑為第19期乙之居者有其屋計劃中出售。

## 概要
富健花園於1999年落成，由其士集團以「騰寶有限公司」（英語：Good Process Limited）名義發展，由何弢建築師事務所及周蕙禮建築師事務所聯手設計，其士建築承建，及由香港房屋委員會負責監管發展過程及推售，並由其士富居負責屋苑管理。
屋苑一共由12座樓宇組成，提供3026個單位。單位建築面積介乎46至70 m2（500至750 sq ft），單位之實用面積介乎40至55 m2（430至590 sq ft），首次推出售價為港幣691,400-1,322,100元。
屋苑附近有巴士站及輕鐵龍門站。
位於馬鞍山的富安花園是其士集團首次參與房屋委員會之「私人參建居屋計劃」，其後陸續興建將軍澳富康花園、旺角西富榮花園、柴灣富怡花園、富景花園及富欣花園、大埔富雅花園、屯門富健花園、沙田富嘉花園和馬鞍山的富寶花園。

## 屋苑資料

### 樓宇
| 樓宇名稱（座號） | 樓宇類型                                | 落成年份 | 樓宇層數 | 每層伙數                 | 單位數目（伙） | 建築師                                | 承建商   | 提供升降機的廠商 |
| ---------------- | --------------------------------------- | -------- | -------- | ------------------------ | -------------- | ------------------------------------- | -------- | ---------------- |
| 第1座            | 私人機構參建居屋計劃 （單向一字設計）   | 1999年   | 25       | 6                        | 150            | 何弢建築師事務所、 周蕙禮建築師事務所 | 其士建築 | 东芝             |
| 第2座            | 私人機構參建居屋計劃 （單向一字設計）   | 1999年   | 25       | 6                        | 150            | 何弢建築師事務所、 周蕙禮建築師事務所 | 其士建築 | 东芝             |
| 第3座            | 私人機構參建居屋計劃 （十字井型）       | 1999年   | 26       | 10（其餘樓層） 6（26樓） | 256            | 何弢建築師事務所、 周蕙禮建築師事務所 | 其士建築 | 东芝             |
| 第4座            | 私人機構參建居屋計劃 （十字井型）       | 1999年   | 28       | 10                       | 280            | 何弢建築師事務所、 周蕙禮建築師事務所 | 其士建築 | 东芝             |
| 第5座            | 私人機構參建居屋計劃 （十字井型）       | 1999年   | 28       | 10                       | 280            | 何弢建築師事務所、 周蕙禮建築師事務所 | 其士建築 | 东芝             |
| 第6座            | 私人機構參建居屋計劃 （十字井型）       | 1999年   | 28       | 10                       | 280            | 何弢建築師事務所、 周蕙禮建築師事務所 | 其士建築 | 东芝             |
| 第7座            | 私人機構參建居屋計劃 （十字井型）       | 1999年   | 28       | 10                       | 280            | 何弢建築師事務所、 周蕙禮建築師事務所 | 其士建築 | 东芝             |
| 第8座            | 私人機構參建居屋計劃 （不規則形狀設計） | 1999年   | 28       | 10                       | 280            | 何弢建築師事務所、 周蕙禮建築師事務所 | 其士建築 | 东芝             |
| 第9座            | 私人機構參建居屋計劃 （不規則形狀設計） | 1999年   | 27       | 10                       | 270            | 何弢建築師事務所、 周蕙禮建築師事務所 | 其士建築 | 东芝             |
| 第10座           | 私人機構參建居屋計劃 （不規則形狀設計） | 1999年   | 27       | 10                       | 270            | 何弢建築師事務所、 周蕙禮建築師事務所 | 其士建築 | 东芝             |
| 第11座           | 私人機構參建居屋計劃 （不規則形狀設計） | 1999年   | 25       | 10                       | 250            | 何弢建築師事務所、 周蕙禮建築師事務所 | 其士建築 | 东芝             |
| 第12座           | 私人機構參建居屋計劃 （十字井型）       | 1999年   | 28       | 10                       | 280            | 何弢建築師事務所、 周蕙禮建築師事務所 | 其士建築 | 东芝             |

## 所屬選區
富健花園屬於屯門區議會的富新選區，現由富新一代成員李家偉擔任當區區議員。而在立法會地區直選中，則屬於新界西（LC4）選區。

## 附近公共設施
- 多層停車場
- 巴士站
- 的士站
- 小巴站
- 輕鐵龍門站
- 中央遊樂場
- 太極公園
- 湖山河畔公園
- 好佳好超級市場
- 惠康超級市場

### 區議員辦事處
- 李家偉議員辦事處：富健花園街市地下7號舖（已結束）[10]

## 圖片庫

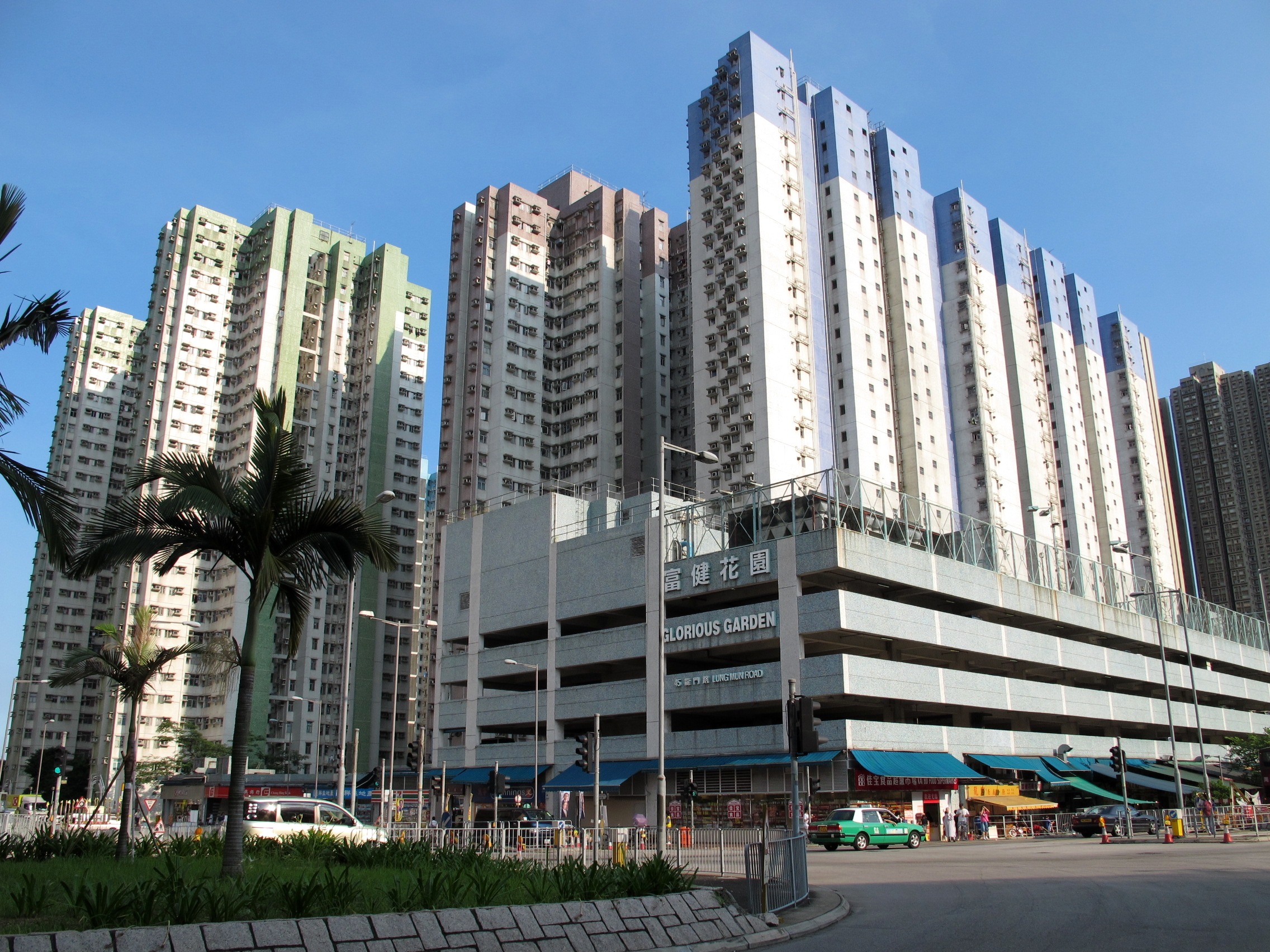
富健花園外觀（2012年7月）
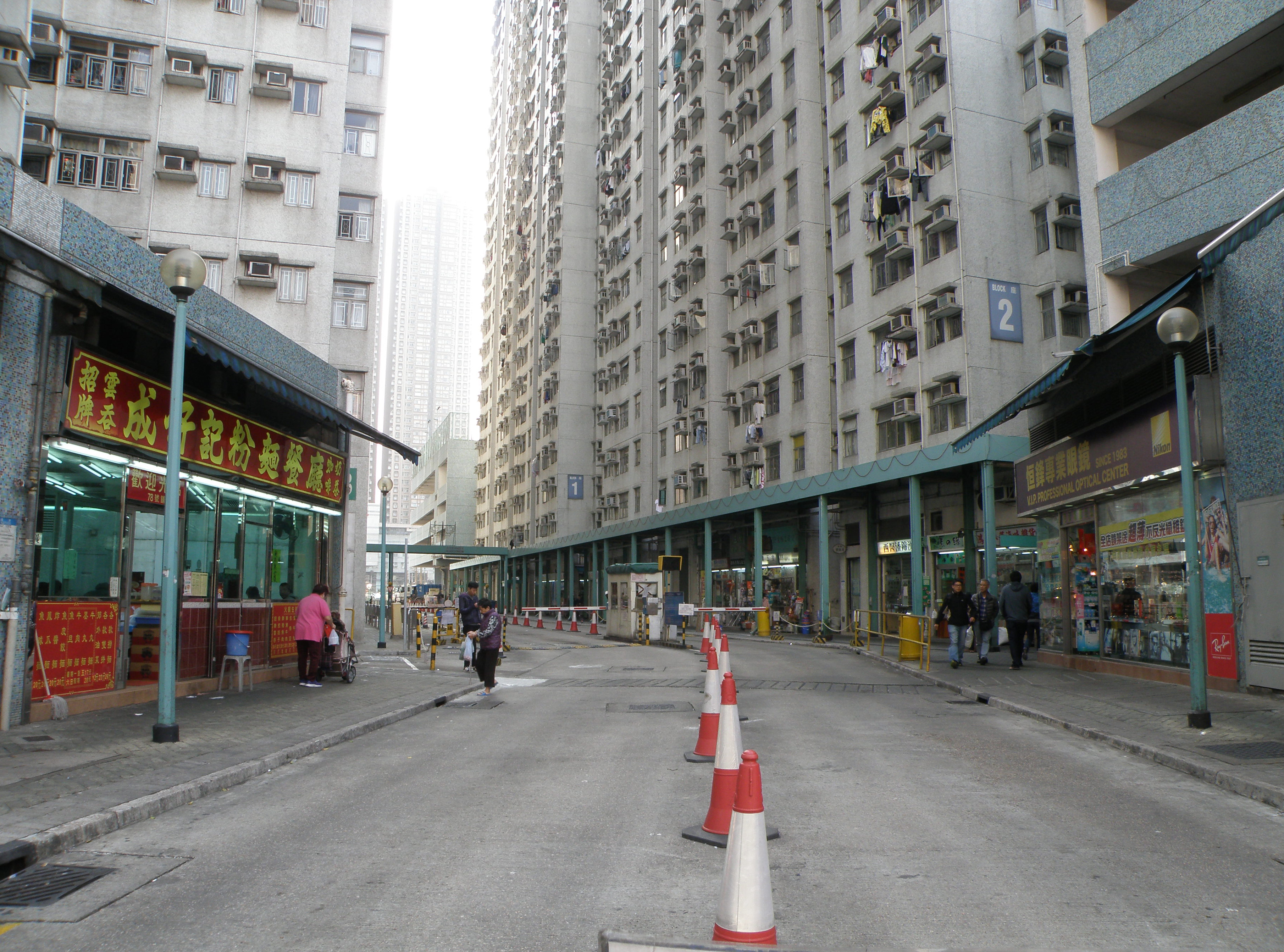
富健花園商店（2）
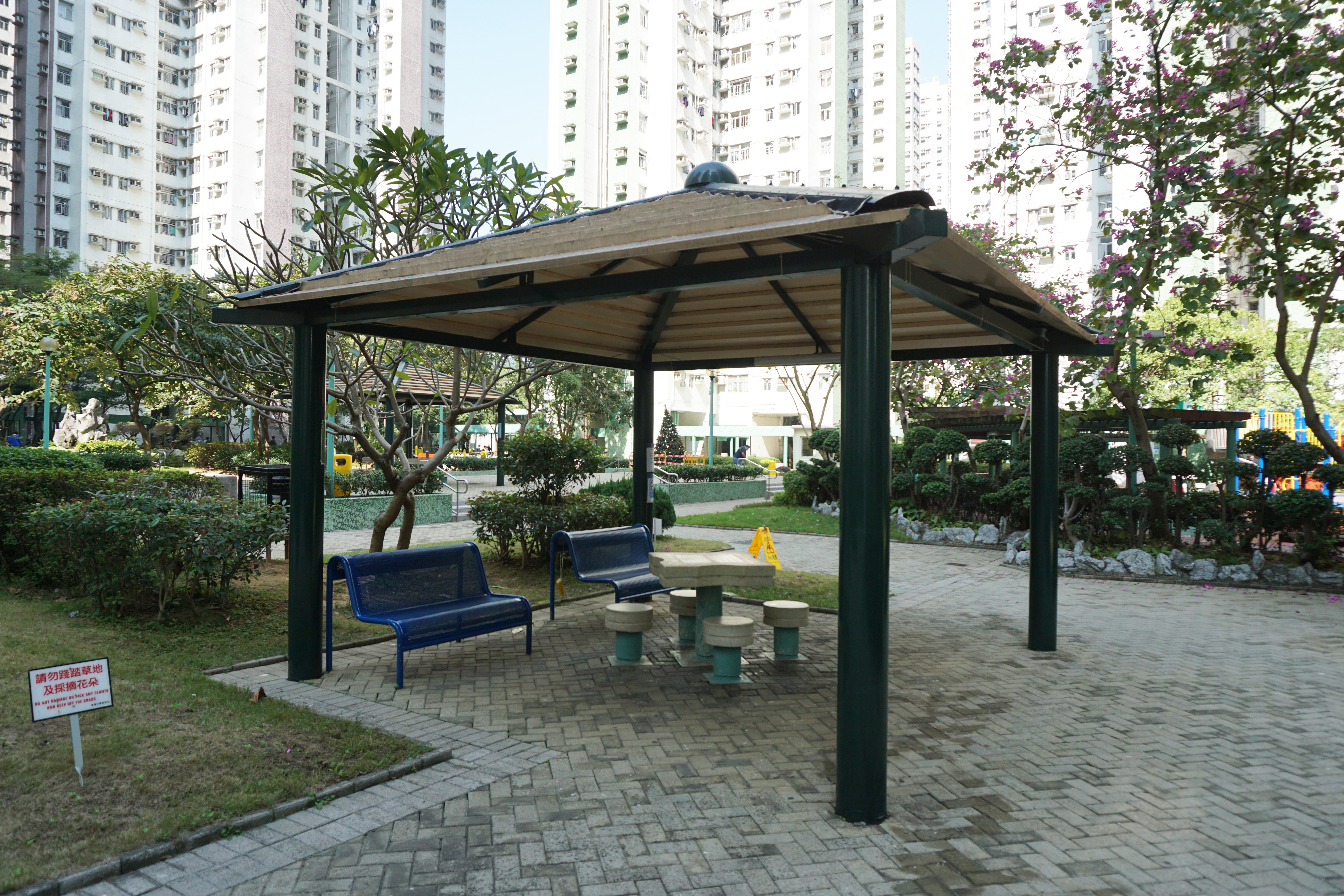
公園涼亭
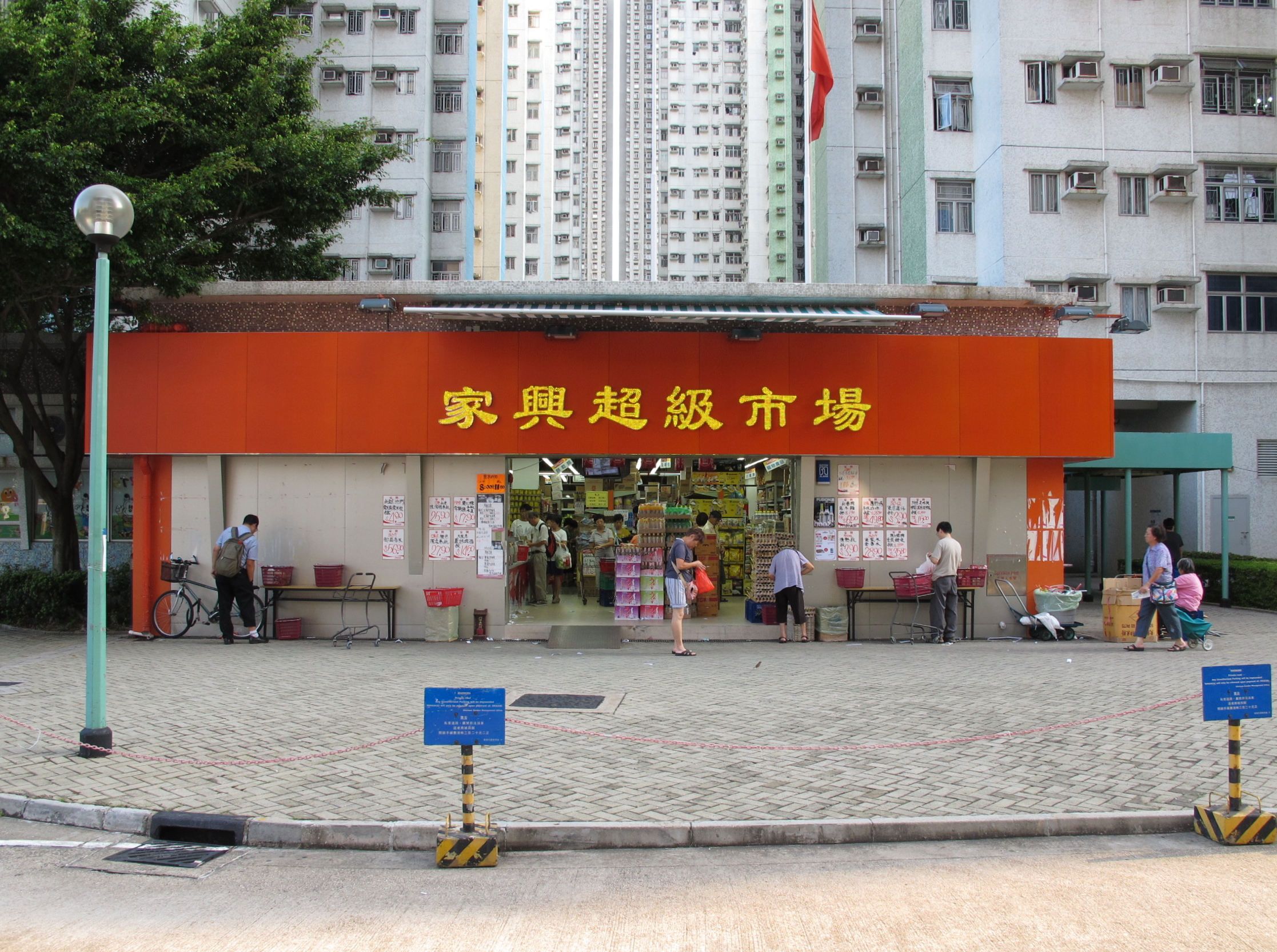
家興超級市場（2012年7月）
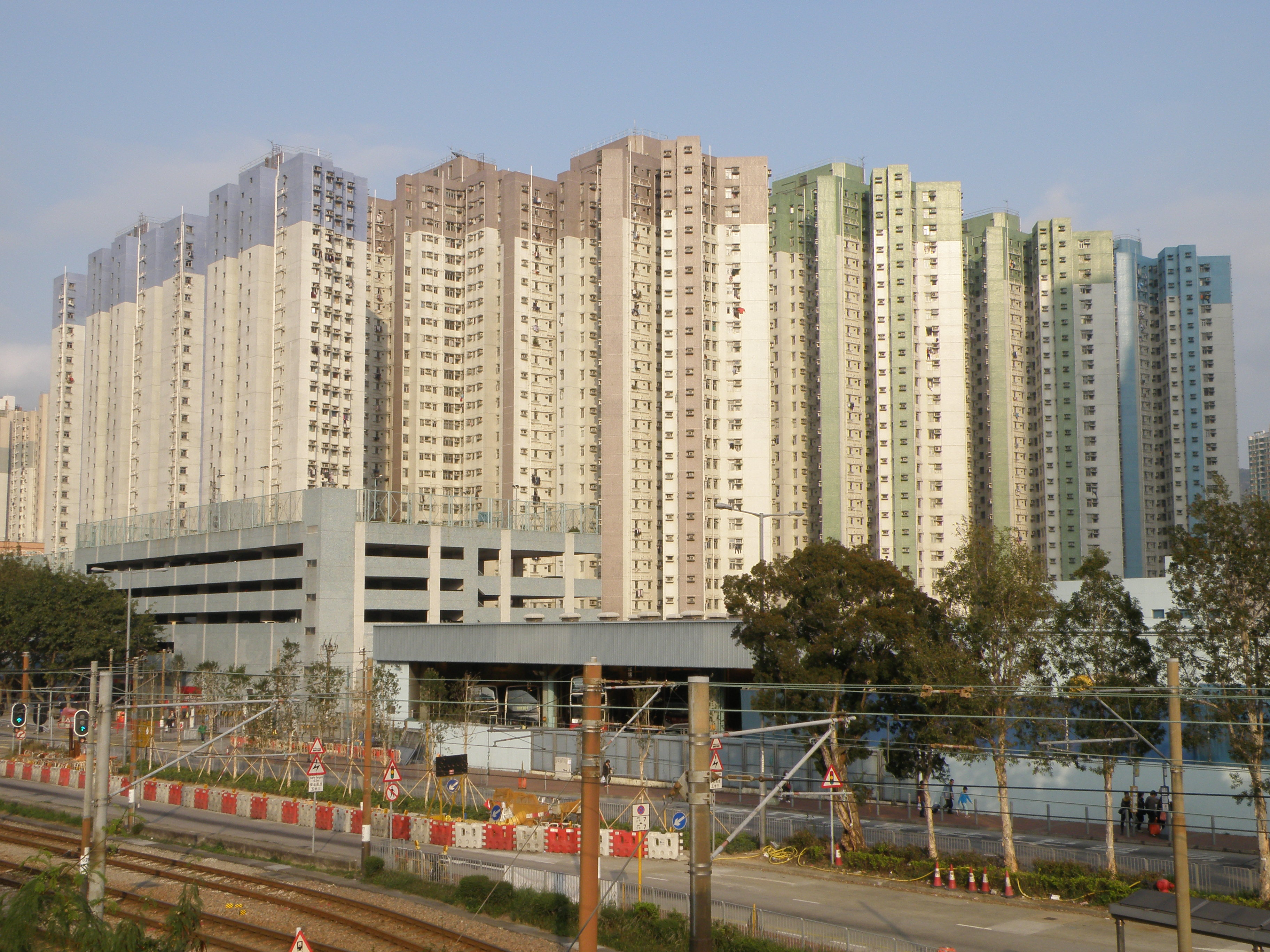
富健花園西南面
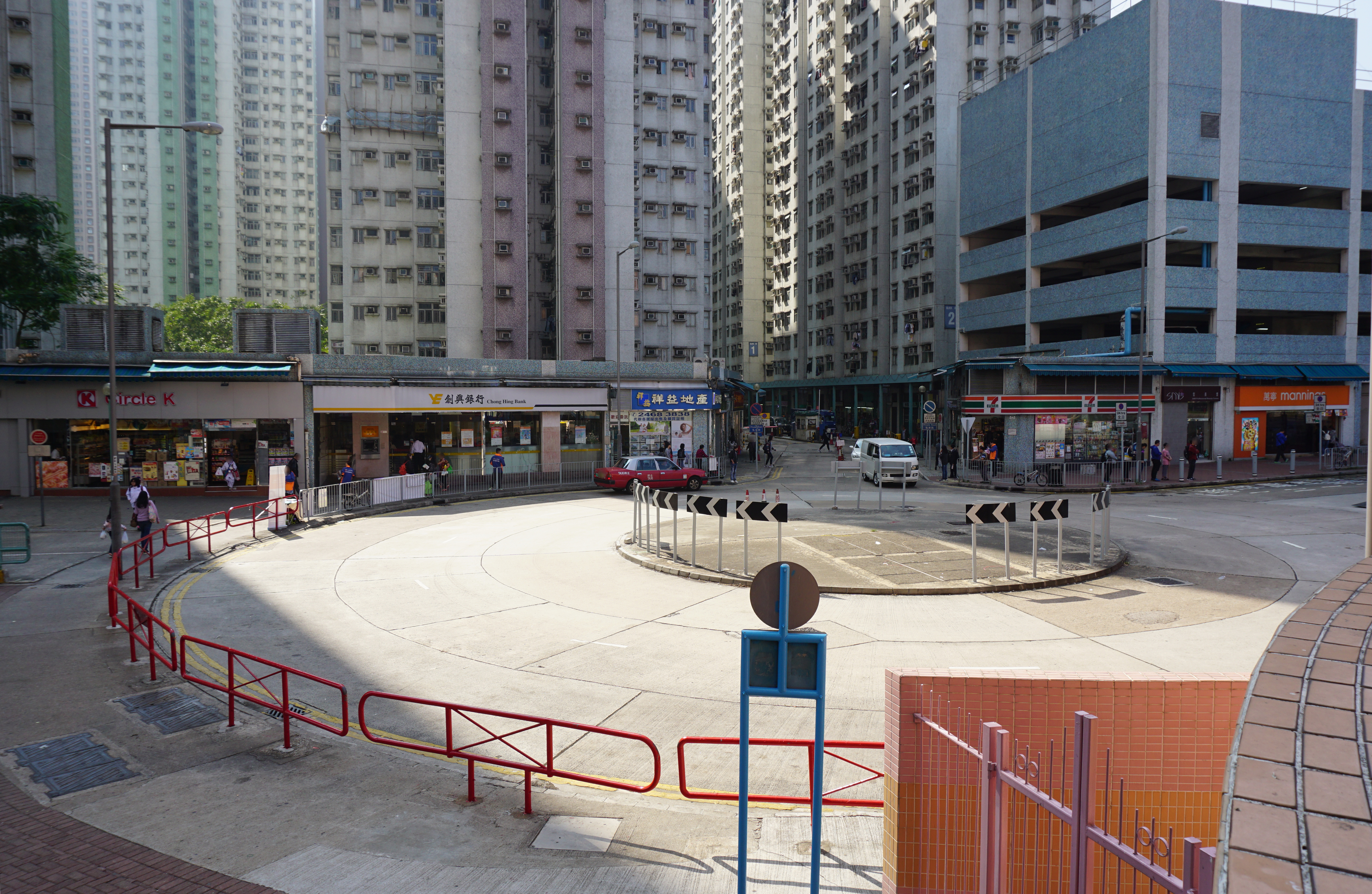
富健花園商店
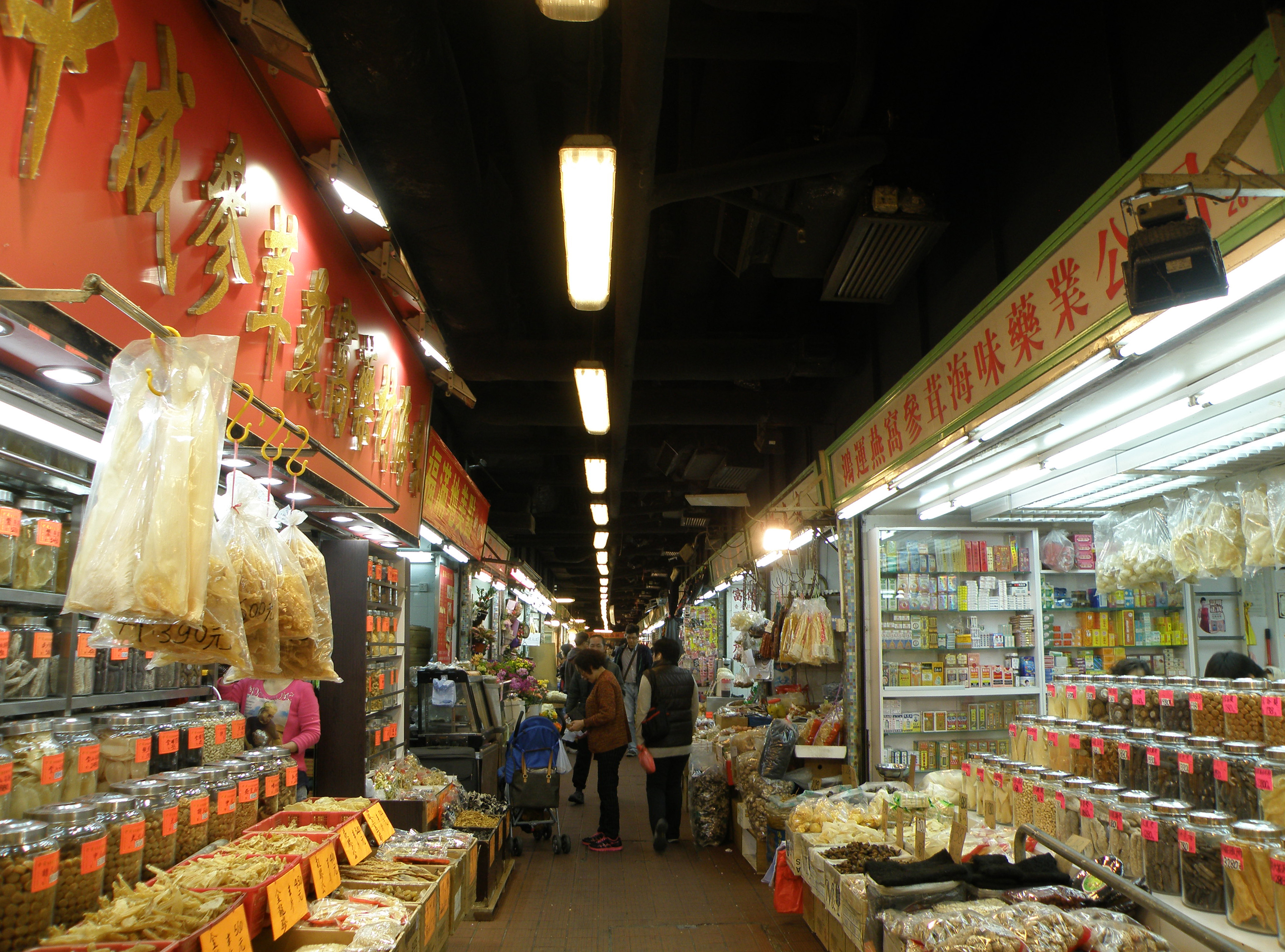
富健花園街市
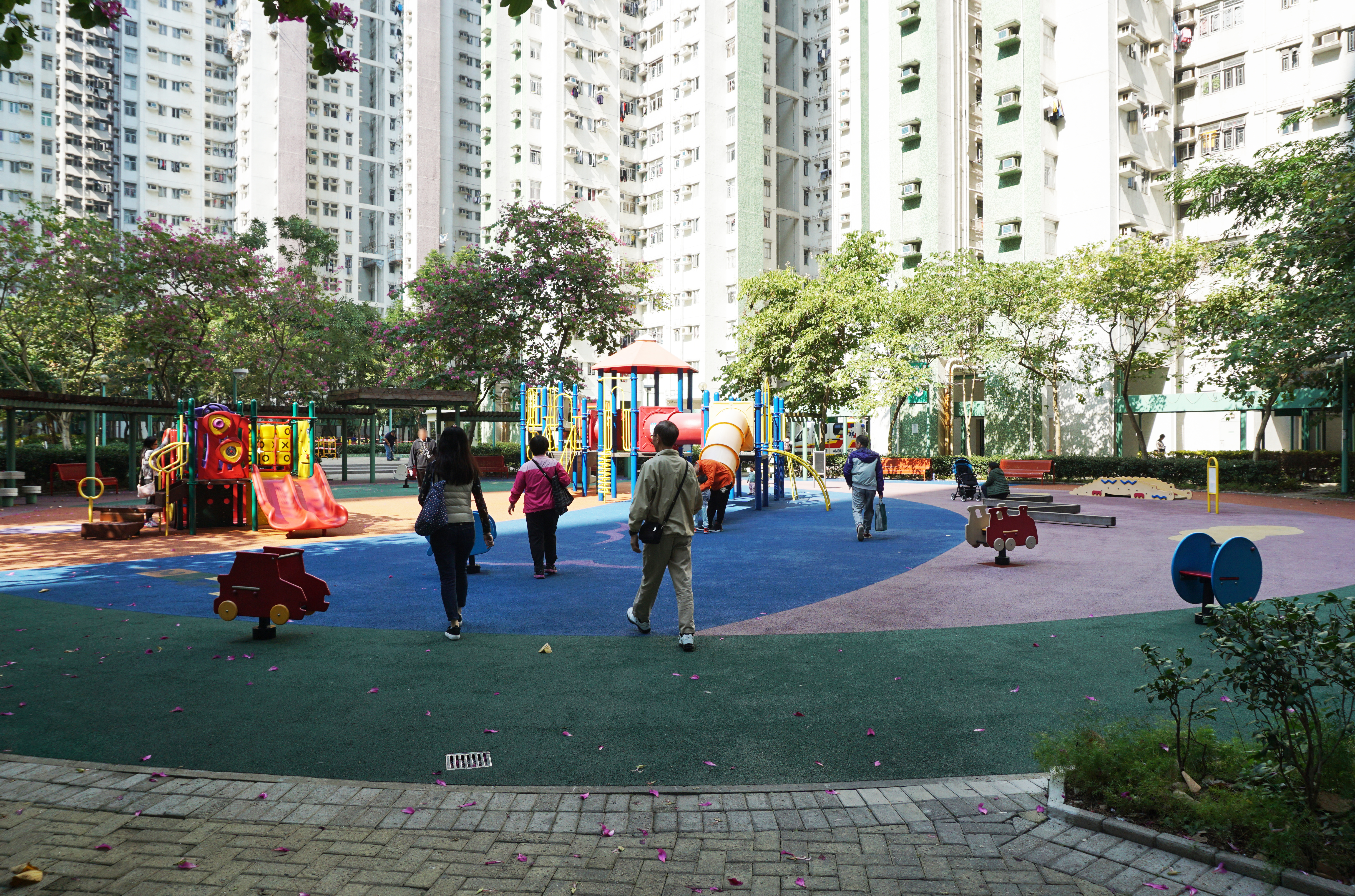
中央遊樂場

## 事件
2020年3月31日為太子站襲擊事件7個月，晚上8時30分，有人在屯門皇珠路近龍逸邨外設置路障。防暴警察接報後衝入屋苑範圍，「光頭警長」劉澤基亦有到場，一度高舉藍旗指控街坊參與非法集結，並對多名人士施放胡椒噴霧，其後拘捕至少四人。龍門區議員曾錦榮在現場直播期間一度因未能出示身份證而被捕，其後即日已獲釋。事後居民不滿屋苑保安當晚開閘，讓警員進入私人範圍。有保安稱警方正進行執法，所以毋須向保安員交代。街坊一度包圍保安，要求他們解釋。富新區議員李家偉曾邀請業主立案法團出席會議，但對方以COVID-19疫情嚴重為由，拒絕出席。街坊要求撤換法團。

## 外部連結
- 房委會物業位置及資料 富健花園（页面存档备份，存于）